# Stemma degli Altavilla
Lo stemma degli Altavilla è l'arme con cui viene rappresentata la dinastia siculonormanna degli Altavilla, fondatrice del Regno di Sicilia e protagonista delle vicende storiche dell'Italia meridionale nel corso dell'XI e del XII secolo. L'effettivo utilizzo di uno stemma da parte della casata che ebbe quale capostipite Tancredi, però, non è un assunto indubitatamente dimostrato, né universalmente condiviso. Inoltre, non va trascurato che esistono diverse ricostruzioni dell'arme, che i vari autori hanno accostato agli Altavilla; sebbene l'insegna d'azzurro alla banda scaccata d'argento e di rosso di due file di tessere si sia attestata come la rappresentazione più diffusa e maggiormente accettata.

## La banda scaccata

### Origine dell'arme e significato
L'origine del blasone della Casa d'Altavilla è incerta e dibattuta, poiché non vi sarebbero documenti o prove storiche che consentano di datare con certezza la sua introduzione, nonché il suo effettivo utilizzo da parte dei monarchi siculo-normanni; difatti, secondo alcuni studi, quello degli Altavilla sarebbe uno stemma "attribuito" alla dinastia solamente in epoca posteriore. A questa tesi, però, si contrappongono le ricostruzioni di alcuni storici, quali Giovanni Antonio Summonte, Agostino Inveges e Giuseppe Sancetta.

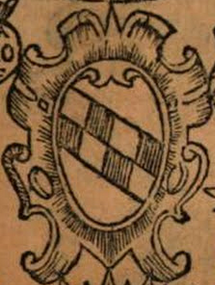
Stemma della Casa d'Altavilla (dettaglio da una delle tavole dell'Historia della Città e Regno di Napoli di Giovanni Antonio Summonte): diversamente dalla descrizione dell'arme fornita dal Summonte, la banda scaccata di questa riproduzione è composta di quattro e non di cinque tessere per ciascuno dei due smalti.

Tra il 1601 e il 1602, furono pubblicati i quattro libri (gli ultimi due postumi) dell'edizione originale dell'Historia della Città e Regno di Napoli, dello storico napolitano Giovanni Antonio Summonte. Nei decenni successivi e fino alla metà del secolo seguente, furono realizzate diverse ristampe, nonché edizioni ampliate da altri autori, la più diffusa delle quali è quella del 1675. Nella sua monumentale opera, il Summonte scrive che Ruggero II, primo re di Sicilia, «portò per insegna una duplicata banda, ripartita in cinque parti, cioè cinque rosse, e cinque d'argento, la qual cala dalla parte destra alla parte sinistra per traverso, posta in campo azzurro, come portarono tutti i Normanni suoi predecessori». A parere dello storico napolitano, questo simbolo significherebbe «un animo invitto in acquistar dominio».
(Blasonatura)

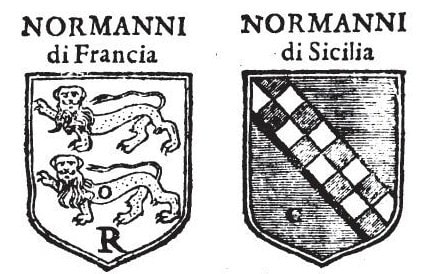
Stemmi del Ducato di Normandia e della Casa d'Altavilla, raffigurati negli Annali della felice città di Palermo di Agostino Inveges (1651).

Una tesi simile, ma più articolata, fu avanzata dallo storico siciliano Agostino Inveges, nel terzo volume dei suoi Annali della felice città di Palermo, prima sedia, corona del Re, e Capo del Regno di Sicilia, opera data alle stampe tra il 1649 e il 1651. Nella visione di Inveges, che riprese le tesi di Giuseppe Sancetta, gli Altavilla adottarono il nuovo stemma, abbandonando quello con i due leoni del Ducato di Normandia. I monarchi si sarebbero dotati di uno stemma «con due bande, ò come dice Sancetta: con due sbarre, scaccheggiate d'argento, e rosso in campo azurro: si come si vede in tre antichissime targhe di legno appese nel Domo di Palermo sopra i Regij tumili di porfido del Rè Roggiero, e dell'Imperatrice Constanza sua figlia [...]».
(Blasonatura)

Stemma della Casa d'Altavilla nella sua rappresentazione più diffusa
Stemma della Casa d'Altavilla, secondo la descrizione fornita da Giovanni Antonio Summonte

Meno chiara, a parere di Inveges, è l'individuazione dell'artefice dell'adozione del nuovo stemma. Lo storico siciliano avanza l'ipotesi che il blasone sia stato introdotto al tempo di Ruggero II, in concomitanza con l'incoronazione del 1129; allorquando, senza approvazione da parte del Pontefice Onorio II, Ruggero volle ottenere pubblicamente, da un'assemblea di notabili, laici e religiosi, provenienti sia dalla Sicilia, sia dai suoi Stati continentali, il riconoscimento della propria autorità sovrana. A fondamento della sua posizione, Inveges fa ricorso a un complesso ragionamento araldico:
(Agostino Inveges, Annali della felice città di Palermo, Vol. III)

### Analisi dell'arme

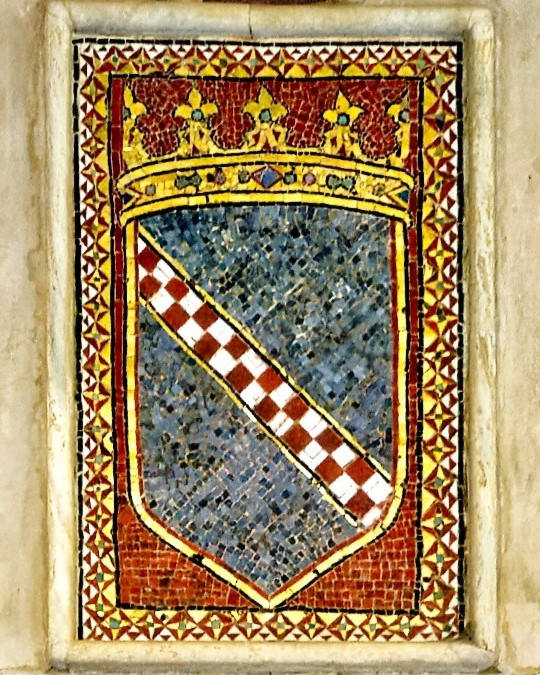
Mosaico dello stemma alla banda scaccata che sovrasta l'architrave del portale laterale del Duomo di Monreale.

Il Summonte interpreta e spiega lo stemma degli Altavilla fornendo un significato dell'arme nella sua interezza, intesa quale risultato dell'accostamento dei tre smalti che la caratterizzano: le insegne della dinastia, dunque, «come composte di due principali colori, e del metallo d'argento, no significano altro, che un animo invitto in acquistar dominio». Per contro, l'analisi dell'arme presentata dall'Inveges "scompone" lo stemma, esaminando, disgiuntamente, la pezza araldica e i singoli smalti di essa e del campo.
Appare ovvio che le sue osservazioni non possano prescindere dal carico araldico che caratterizza lo stemma, ovvero la banda: quest'ultima, scrive lo storico siciliano, «è insegna di guerra, & ornamento di Soldato». In effetti, come riporta Marco Antonio Ginanni, intellettuale e araldista, autore de L'arte del blasone dichiarata per alfabeto, «la Banda rappresenta il balteo, o sia pendaglio della Spada, ed è contrassegno d'onori, e dignità militari». Nella sua Enciclopedia araldico-cavalleresca, l'araldista e genealogista Goffredo di Crollalanza sposa l'interpretazione del Ginanni e, con un esplicito richiamo alla figura degli «antichi cavalieri», sottolinea che la banda «fu dall'araldica posta fra le pezze onorevoli come contrassegno d'onori e dignità militari» (aggiungendo, in second'ordine, che la banda potrebbe rappresentare altresì la sciarpa indossata a tracolla in ambito militare). Il rimando alle abilità di guerrieri e condottieri degli Altavilla non si limita alla banda in quanto tale, ma si estende al suo essere scaccata. Riferisce il Crollalanza, infatti, che lo scaccato, una delle «più nobili e antiche figure del blasone», è strettamente connesso al gioco degli scacchi e alla strategia: esso rappresenta, al pari dello scacchiere, il campo di battaglia e, anche, un'armata schierata in combattimento, ragion per cui se ne fregiano coloro che hanno dimostrato il proprio valore in guerra, ovverosia le proprie abilità di strateghi militari. A parere del Crollalanza, l'introduzione dello scaccato in araldica, più verosimilmente rispetto ad altre ipotesi, avrebbe proprio matrice gotica o normanna, poiché, riferisce l'autore dell'Enciclopedia araldico cavalleresca, furono i normanni a introdurre le bandiere scaccate in Normandia, Inghilterra, Puglia e Sicilia.

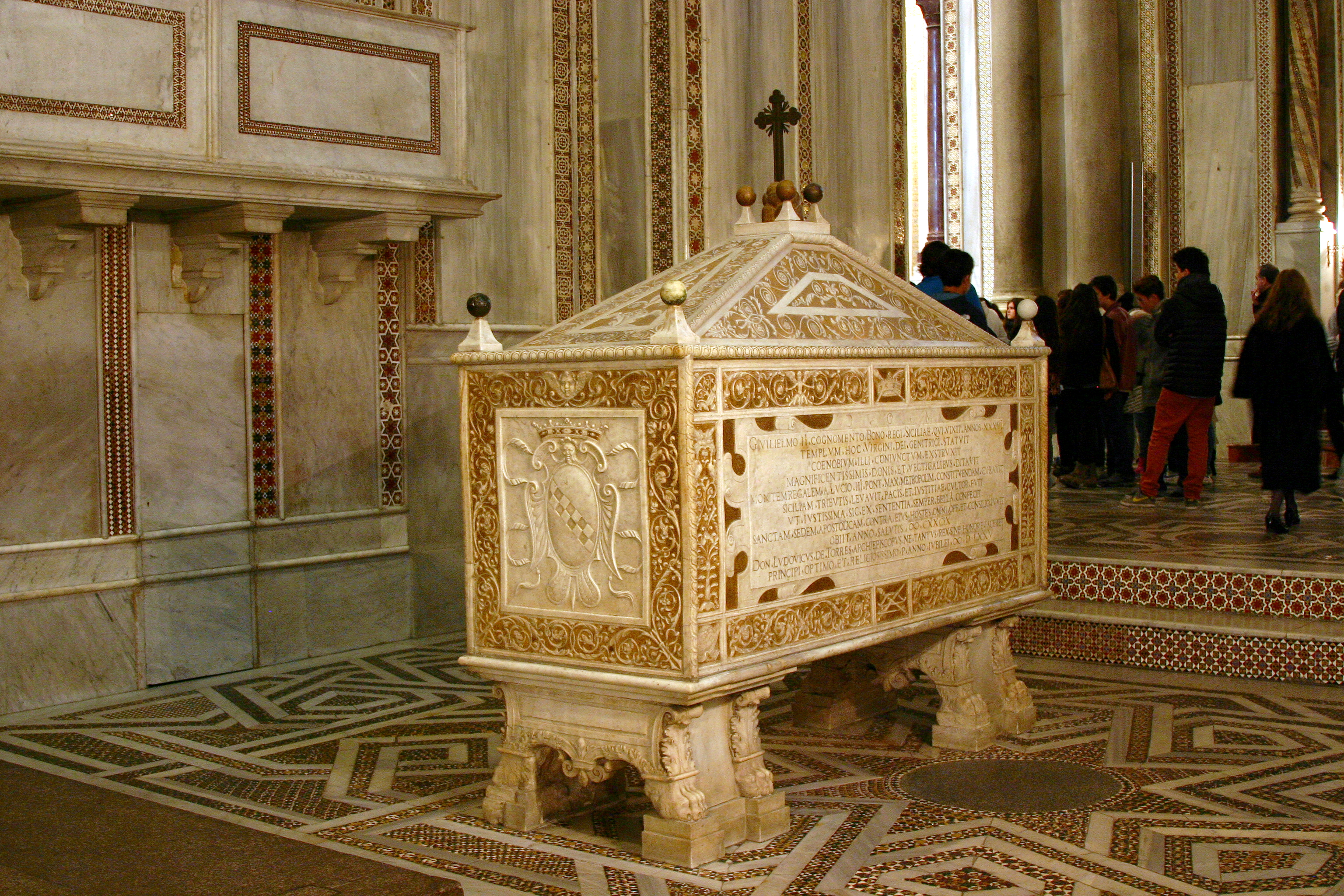
Duomo di Monreale, sarcofago di Guglielmo II. Sul lato breve è scolpito lo stemma alla banda scaccata.

Quanto agli smalti, l'Inveges attribuisce ad essi significati ben precisi. In primis, lo storico siciliano associa, all'argento, la ricchezza del Regno. Certamente, in quanto metallo, l'argento costituisce, dopo l'oro, «la tinta più pregiata del blasone». Tale smalto, però, come riporta il Crollalanza, simboleggia una pluralità di concetti e virtù, quali: abilità, clemenza, fede, temperanza, integrità, verità e purezza; ma è anche simbolo di dignità e nobiltà. Il rosso, invece, continua l'Inveges, rappresenta la porpora reale: non a caso, infatti, tale smalto è generalmente ritenuto «il colore più nobile del blasone». Quanto al suo simbolismo, il rosso, oltre a rinviare all'idea di nobiltà, istintivamente rimanda al sangue e, più nello specifico, allo spargimento di sangue in battaglia. Vi vengono associati, pertanto, concetti legati alla guerra e al combattimento, quali il valore, l'audacia, il dominio, ma anche il desiderio di vendetta, la crudeltà e la collera. Tra le virtù riconducibili al rosso, invece, ritroviamo la fortezza, la magnanimità e la giustizia. Venendo all'azzurro del campo, infine, l'Inveges ritiene che esso rappresenti «la fatica dell'armi, e 'l travaglio della guerra». È opportuno premettere che nell'araldica francese, l'azzurro «è considerato come lo smalto più nobile e pregiato, come quello che figura sullo scudo della casa reale, tanto che lo si antepone all'oro stesso, benché non sia de' metalli». Il simbolismo collegato a questo colore è ampio: vi si associano i concetti di lealtà e fedeltà, mentre i guerrieri, scrive il Crollalanza, «vollero con esso esprimere la vigilanza, la fortezza, la costanza, l'amor di patria, la vittoria e la fama».

### Varianti
È possibile individuare alcune versioni alternative dello stemma della Casa d'Altavilla, che, quando non evidente frutto di errate rappresentazioni o blasonature, sono di incerta attribuzione, né consentono una chiara interpretazione delle variazioni intervenute. È da menzionare, ad esempio, una variante dell'arme che, differisce dell'insegna originaria, presentando, nella banda scaccata, non due, ma tre file di tessere.

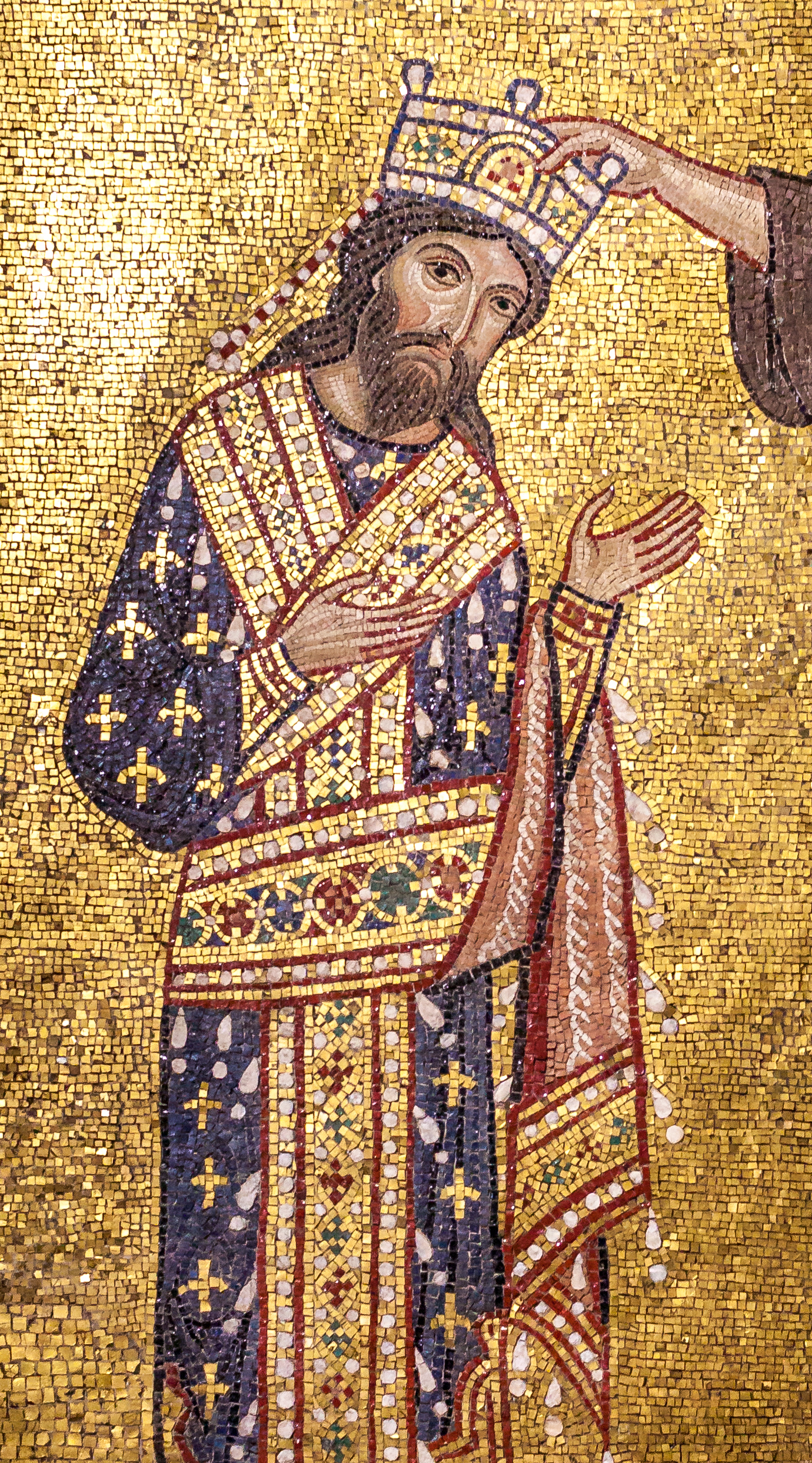
Ruggero II incoronato da Cristo. Dettaglio da uno dei mosaici della Chiesa della Martorana in Palermo.

Un esempio di errata rappresentazione, invece, lo si ritrova nella già citata Historia della città, e regno di Napoli di Summonte, dove alla base delle tavole che raffigurano Ruggero II e gli altri sovrani normanni è riprodotta un'arme che presenta una fascia scaccata, in luogo della banda descritta dal Summonte. Lo stesso Inveges, sebbene sottolinei esplicitamente l'errore presente in quelle tavole dell'Historia, allorquando ipotizza che l'arme sia stata adottata da Ruggero II, riferisce di banda o fascia. Incidentalmente, è interessante notare come all'insegna d'azzurro alla fascia scaccata di rosso e d'argento sia legata un'ipotesi tanto suggestiva, quanto priva di solidi risconti: detta tesi vorrebbe che siffatta arme sia stata lo stemma della Casa Drengot Quarrel, attribuendo l'estrema somiglianza di essa con l'insegna degli Altavilla ai legami, scaturiti da una serie di alleanze matrimoniali, tra le due famiglie d'origine normanna.

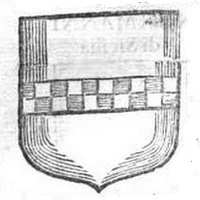
Arme alla fascia scaccata, incisione tratta dagli Annali della felice città di Palermo, prima sedia, corona del Re, e Capo del Regno di Sicilia di Agostino Inveges. Nel testo che affianca quest'immagine, lo storico siciliano sottolinea: «Onde è errore di Scultore nelle figure di Ruggero Rè, e de gli altri IV Re Normānni dipinte nell'hist. di Napoli di Gio: Ant. Summõte [...]: ove si vede che la Banda nō taglia lo scudo d'alto a basso dalla destra alla sinistra; ma lo Scudo divide nel mezzo in due parti uguali [...]».

Un'errata blasonatura dello stemma, invece, è rintracciabile in Sancetta: si è già evidenziato, infatti, come nella descrizione fornita da quest'ultimo si parli non di banda (pezza onorevole che, nello scudo, scende diagonalmente da destra a sinistra), ma di sbarra (pezza onorevole che, nello scudo, scende diagonalmente da sinistra a destra). 

Variante dello stemma della Casa d'Altavilla con tre file di tessere a comporre la banda scaccata
Errata rappresentazione dello stemma della Casa d'Altavilla: questa versione presenta una fascia in luogo della banda
Errata rappresentazione dello stemma della Casa d'Altavilla: questa versione presenta una sbarra in luogo della banda

Nel novero delle rappresentazioni alternative dell'arme, rientrerebbe anche una versione dello stemma che presenta un'inversione dei colori, con il campo che diventa rosso, mentre la banda scaccata è d'argento e d'azzurro. Un'insegna di tal guisa è descritta dall'araldista francese André Favyn, in Le théâtre d'honneur et de chevalerie, opera data alle stampe nel 1620. Il Favyn, infatti, così blasona «les Armes» degli Altavilla:
(Blasonatura)
specificando che si tratterebbe delle «premieres Armes de Scicile», quindi, attribuendo, indirettamente, agli Altavilla il primato d'aver introdotto l'araldica in Sicilia. La medesima blasonatura è riportata anche nell'edizione del 1628 dell'Histoire généalogique de la Maison de France, degli storici francesi Scévole II de Sainte-Marthe e Louis de Sainte-Marthe: siffatta impresa è indicata, nell'indice degli stemmi allegato al primo tomo dell'opera, sia come arme di Sicile ancien, ia come arme di Sicile-Hauteville. L'insegna, infine, è illustrata dal matematico e cartografo, anche lui francese, Oronce Finé, nel volume Giuoco d'armi dei sovrani e stati d'Europa, gioco didattico pubblicato nel 1681.

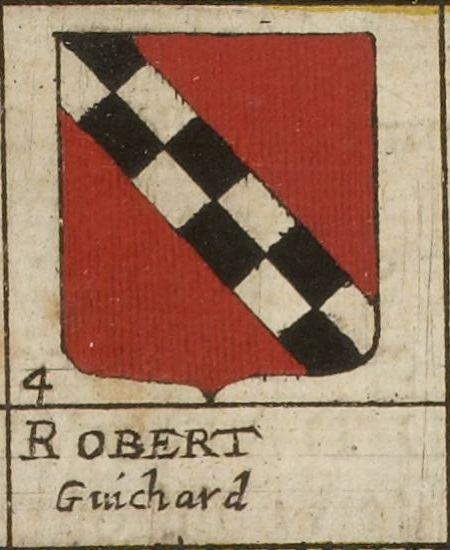
Stemma attribuito a Roberto il Guiscardo. Riproduzione tratta dal Promptuaire armorial et general divisé en quatre parties di Jean Boisseau.

Sempre di rosso è il campo dello stemma attribuito a Roberto il Guiscardo nel Promptuaire armorial et general divisé en quatre parties, opera seicentesca a firma dell'alluminatore francese Jean Boisseau. Rispetto all'insegna blasonata dal Favyn, quest'arme associata al sovrano del Ducato di Puglia e Calabria differisce in uno degli smalti della banda, poiché, se il metallo resta d'argento, il colore è di nero.

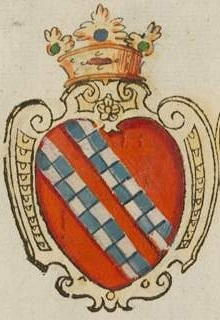
Stemma con due bande attribuito agli Altavilla, estratto dal Großes Wappenbuch (1583-1700).

Un'altra inconsueta ricostruzione dell'arme è rinvenibile nel Regum Neapolitanorum vitae et effigies, volume in lingua latina, dato alle stampe nel 1605: alcune delle tavole a corredo della pubblicazione mostrano uno stemma attribuito agli Altavilla caratterizzato, non da una, ma da ben due bande scaccate. Tale rappresentazione con doppia banda è rinvenibile anche nel Großes Wappenbuch, armoriale compilato dal 1583 in Germania meridionale: in campo rosso, le due bande scaccate, ciascuna di due file, sono d'azzurro e d'argento.

Stemma della Casa d'Altavilla secondo la descrizione fornita da André Favyn: questa versione presenta un'inversione dei colori, con il campo che diventa rosso, mentre la banda scaccata è d'argento e d'azzurro
Stemma attribuito a Roberto il Guiscardo da Jean Boisseau: questa versione dell'arme, molto simile a quella descritta dal Favyn, presenta, però, nella banda scaccata il nero in luogo dell'azzurro
Stemma attribuito alla Casa d'Altavilla, caratterizzato dalla presenza di due bande

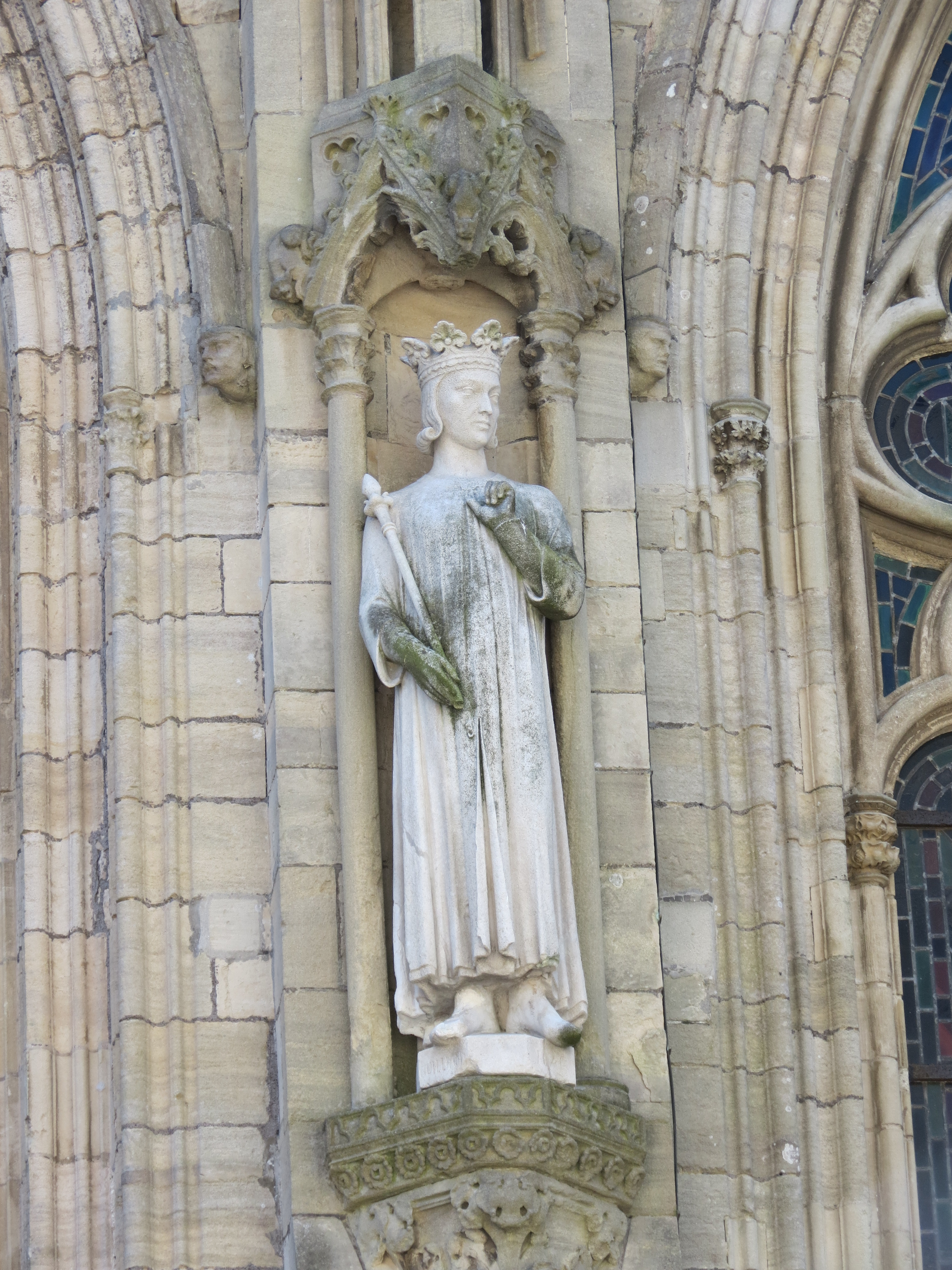
Statua di Guglielmo Braccio di Ferro, primo Conte di Puglia, all'esterno della Cattedrale di Coutances.

Un'interessante variante dell'insegna degli Altavilla, infine, è riprodotta all'interno del Complesso della Santissima Trinità di Venosa. L'arme è inserita in una decorazione pittorica, databile al XVI secolo, realizzata sulla sommità dell'arcosolio del sepolcro degli Altavilla, un'arca funeraria, dove sono tumulati Guglielmo Braccio di Ferro, Drogone d'Altavilla, Umfredo d'Altavilla e Roberto il Guiscardo. Lo stemma, trinciato d'oro e di rosso, alla banda scaccata a due tessere d'azzurro e d'argento, è retto da due putti, a loro volta affiancati da due scudi con la croce ottagona dei Cavalieri di Malta.

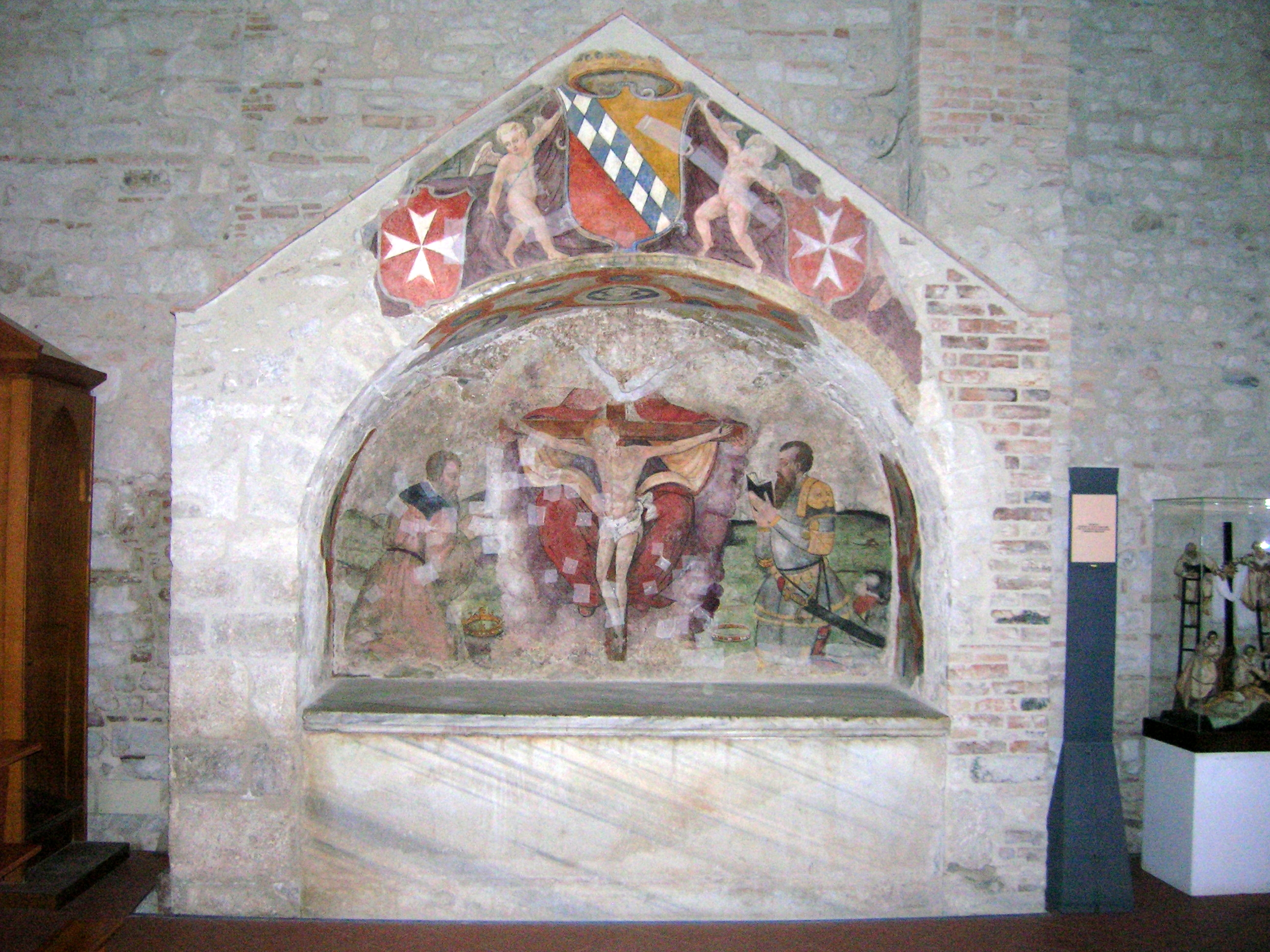
Sepolcro degli Altavilla, Complesso della Santissima Trinità di Venosa.

Variante dello stemma della Casa d'Altavilla riprodotta all'interno del Complesso della Santissima Trinità di Venosa: questa versione presenta uno scudo trinciato d'oro e di rosso, alla banda scaccata d'argento e d'azzurro

### Arme attribuita
Diverse fonti definiscono questo stemma come un'arme "attribuita", ovvero un'insegna creata e ricondotta alla dinastia degli Altavilla o, comunque, a Ruggero II, soltanto in epoca posteriore, poiché non si rinvengono tracce certe o testimonianze coeve all'epoca in cui lo stemma sarebbe stato adottato. In concreto, sebbene esistano diversi indizi che farebbero risalire l'insegna al primo sovrano siciliano o ai suoi immediati successori, essi non possono essere verificati con assoluta certezza. Ad esempio, la tradizione vuole che a Castel dell'Ovo, oggetto di rilevanti interventi di fortificazione sia durante il regno di Ruggero II, sia durante il regno di Guglielmo I, la torre Normandia recasse scolpiti più stemmi di Ruggero II, oltre che essere ornata dai suoi vessilli. Di detti stemmi, però, non vi è più traccia, poiché la torre è andata in gran parte distrutta nel XV secolo. Altro esempio è dato dalla Cattedrale di Conversano, nella quale sono presenti più esemplari dello stemma, che, però, non è possibile datare con precisione, sebbene vengano fatti risalire alla seconda metà del XII secolo. Considerazioni non dissimili, ancora, possono essere fatte per «le raffigurazioni musive dell'arma bandata» collocate sia all'interno, sia all'esterno del Duomo di Monreale, poiché «si ritengono più tarde degli altri celebri mosaici».
Ancor più categorica è la posizione sostenuta da Luigi e Scipione Ammirato, i quali escludono che gli Altavilla adottassero un proprio blasone per il reame siciliano e asseriscono che le prime armi utilizzate per il Regno di Sicilia e per il successivo Regno di Napoli fossero quelle introdotte da Carlo I d'Angiò. Similmente, il gesuita e araldista francese Claude-François Ménestrier, scrivendo che «non si saprebbe produrre alcun altro documento della banda scaccata che si dà ai Re Normanni del sangue di Tancredi [...]», sostiene che, nel Regno di Napoli, non vi sarebbero armi più antiche di quelle dalla Casa d'Angiò-Sicilia. Infine, ma si tratta di una mera speculazione, alcuni autori, per rafforzare la tesi dell'arme attribuita, osservano come questo stemma, ovvero l'arme della Casa regnante fondatrice della monarchia siciliana, non sia stato ripreso e inquartato nei propri stemmi dalle successive dinastie e, in particolare, dalla Casa di Hohenstaufen e dalla Casa di Barcellona.

## Il leone d'Altavilla

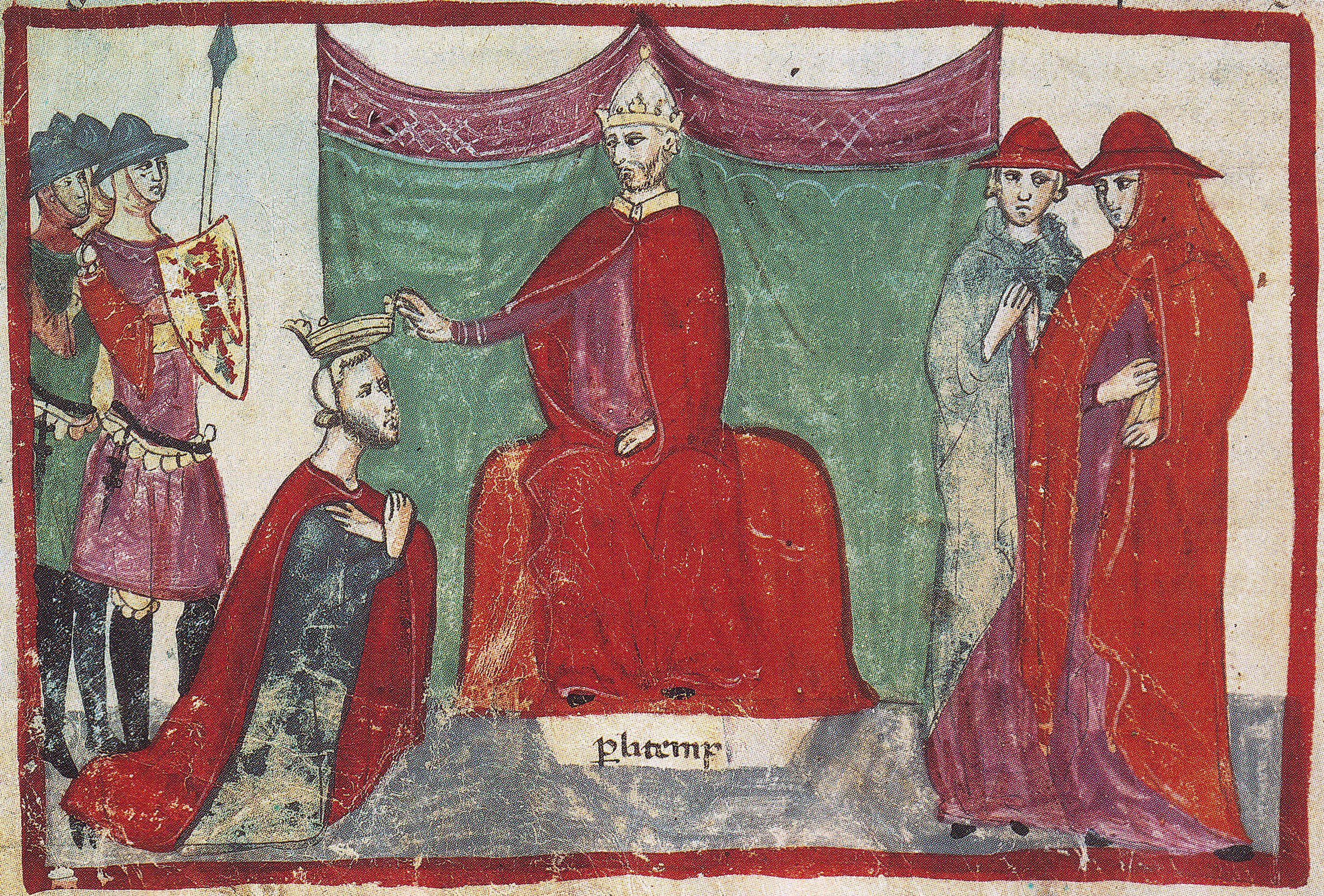
Incoronazione del Guiscardo, dalla Nova Cronica.

Fonti diverse, nonché alcune testimonianze materiali dell'epoca, documentano che la figura araldica del leone, derivato dalla Casa di Normandia, fu utilizzata anche dalla Casa d'Altavilla, sia per il Ducato di Puglia e Calabria, dove diversi duchi lo inserirono nella propria arme, sia per la Contea di Sicilia. Pietro Giannone, giurista e storico napolitano, e lo stesso Agostino Inveges, infatti, sostengono l'esistenza di un comune lignaggio tra le due casate: dai duchi di Normandia, scrive l'Inveges «descendono, secondo la più probabile opinione de gl'Historici, i Conti, i Duchi, & i Rè Normanni di Sicilia [...]».
(Goffredo di Crollalanza, Enciclopedia araldico cavalleresca)
Nello specifico, è interessante notare come il leone – che per definizione è rampante – possa essere associato, riprodotto, però, con smalti differenti, a due figure estremamente rilevanti nella storia della dinastia: Roberto il Guiscardo e suo fratello minore Ruggero, primo conte di Sicilia. Uno scudo con leone di rosso in campo d'oro, infatti, compare in una miniatura della Nova Cronica, che raffigura l'incoronazione del Guiscardo, proclamato duca da Papa Niccolò II, nel 1059, durante il primo concilio di Melfi. Lo storico medievalista Glauco Maria Cantarella, invece, riferisce che lo stemma del conte Ruggero era
(Blasonatura)

Stemma di Roberto il Guiscardo, da una miniatura della Nova Cronica
Stemma di Ruggero I di Sicilia, secondo lo storico medievalista Glauco Maria Cantarella

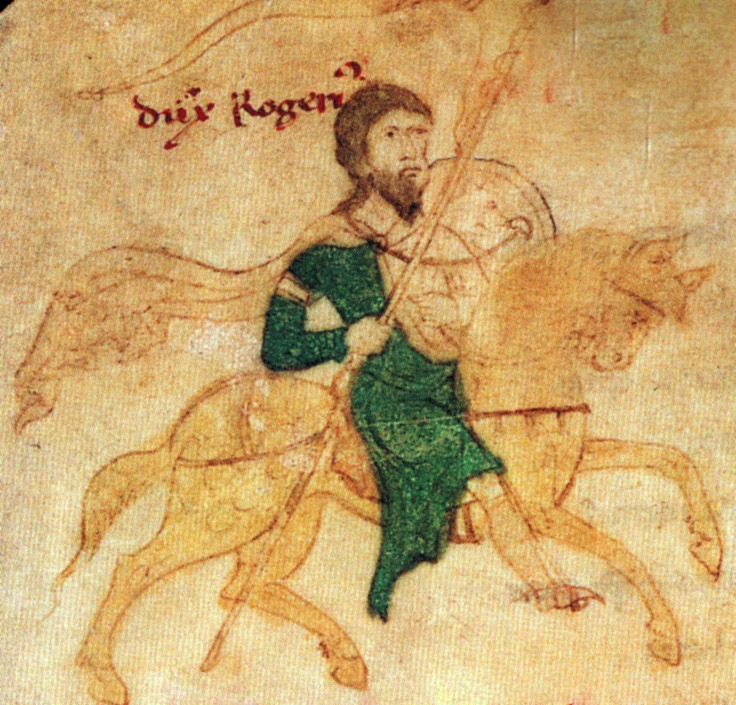
Ruggero II (miniatura dal Liber ad honorem Augusti di Pietro da Eboli).

In araldica, il simbolismo connesso alla figura del leone è molto vasto, così com'è ampia la diffusione della figura stessa, e i vari autori attribuiscono a questo animale e al suo utilizzo molteplici significati e interpretazioni. Nel suo Tesserae gentilitiae, Silvestro Pietrasanta, gesuita e araldista, spiega che il leone, come la fiera che va a caccia, altro non rappresenta che un capitano che muove alla guerra. Per l'araldista francese Claude-François Ménestrier, invece, i diversi smalti che caratterizzano i leoni inseriti nelle armi dei cavalieri simboleggerebbero i viaggi d'oltremare. In particolare, il Crollalanza, soffermandosi sulle coppie di smalti che contraddistinguono campo e figura, riferisce che il leone, «quando è rosso in fondo d'oro, è contrassegno di un guerriero che sia tutto fuoco nell'eseguire, e pieno di fedeltà nell'operare […]», invece «il leone nero in fondo d'oro dinota fortezza in animo grande […]». L'autore dell'Enciclopedia araldico cavalleresca, però, non manca di sottolineare che tale simbolismo basato sulle combinazioni cromatiche è del tutto arbitrario «e devesi solo alla penna di certi araldisti».
La figura araldica del leone non è riconducibile soltanto ai fratelli Roberto e Ruggero I, ma anche allo stesso Ruggero II. Questi, infatti, prima di diventare re, avrebbe adoperato, così come il padre, suo predecessore, un'arme caricata con un leone rampante. Lo scudo, del quale, però, non è possibile dedurre gli smalti, è visibile in una miniatura contenuta nel Liber ad honorem Augusti di Pietro da Eboli, che raffigura il Normanno, in sella a un cavallo lanciato al galoppo, mentre, con la mano destra, regge un pennone.

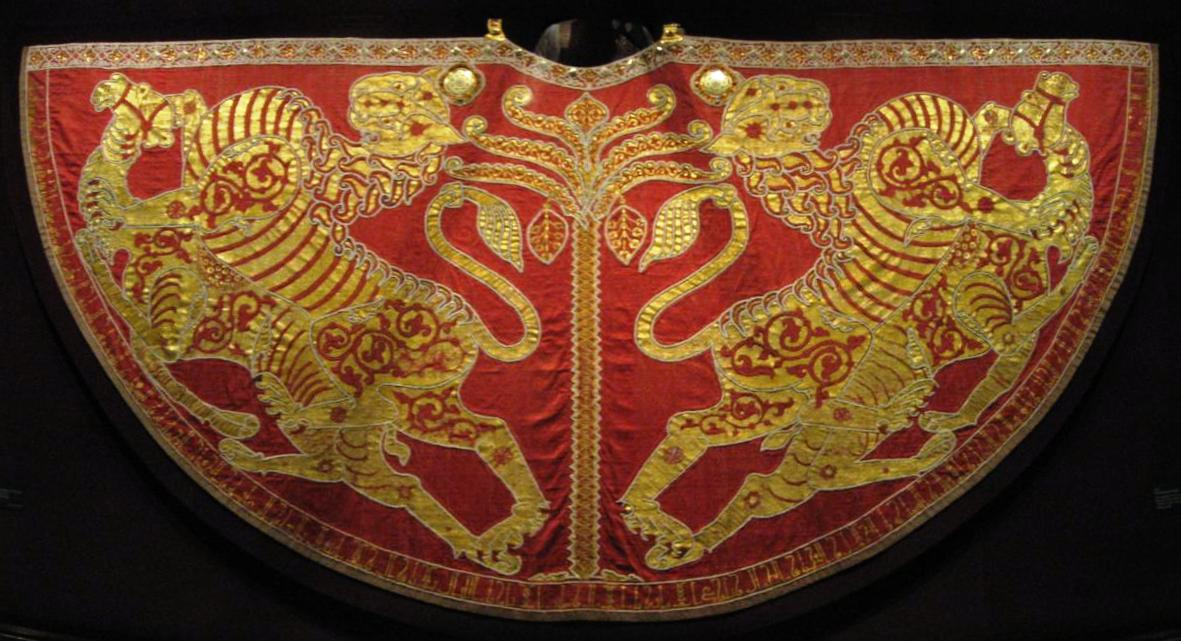
Il Mantello di Ruggero II, assieme alle altre insegne imperiali è conservato all'Hofburg di Vienna, in Austria.

Tra le testimonianze materiali di cui si diceva, la più celebre di esse, il Mantello di Ruggero II, testimonia che, anche dopo che questi assunse il titolo di re, l'antico simbolo del leone non cadde affatto in disuso. Sul pluviale di Ruggero II, poi entrato a far parte delle cosiddette Insegne del Sacro Romano Impero, compaiono due leoni (simbolo dei normanni), che sovrastano due cammelli (simbolo dei saraceni). I leoni raffigurati nel pregevole mantello realizzato dalle Nobiles Officinae palermitane, però, appaiono diversi dal blasone utilizzato precedentemente dal padre del primo re siciliano, il conte Ruggero I: mentre lo stemma di quest'ultimo, come si è detto, era d'oro al leone di nero, nel mantello del figlio, resta l'oro, ma c'è anche la porpora, tipico colore imperiale.
Anche Boemondo I d'Antiochia, figlio del Guiscardo, potrebbe aver adoperato per le proprie insegne questo animale araldico: talune fonti del XIII secolo, ma anche alcuni manufatti artistici dello stesso periodo, attesterebbero che, tra gli stemmi che sarebbero stati adottati dal Principato di Antiochia, sarebbe possibile annoverare un'arme d'argento al leone o leopardo di rosso. Nello specifico, una delle diverse ipotesi formulate in merito all'origine di detta insegna farebbe risalire la stessa proprio a Boemondo, fondatore dello Stato crociato.
Agostino Inveges, invece, non fa alcun cenno al leone, ma, come più sopra rilevato, sostiene che, prima dell'introduzione dello stemma alla banda scaccata, anche gli Altavilla portassero, quale proprio blasone, l'arme di Normandia, ovvero, due leopardi – fiere che per definizione sono passanti – d'oro, armati e lampassati d'azzurro, posti in palo in campo rosso; insegna, che ancora oggi denota la regione francese.
Sia il Ginanni, sia il Crollalanza concordano nell'asserire che l'arme d'Inghilterra sia il risultato dell'unione tra l'insegna normanna e quella di Guienna, che consta d'un unico leopardo d'oro in campo rosso. Tale arme sulla quale campeggia un solo leopardo, però, potrebbe essere ascritta, come riporta Angelo Scordo, anche agli stessi Altavilla.

Stemma d'Aquitania o Guyenna
Arme di Normandia
Stemma dell'Inghilterra

## Altre armi attribuite

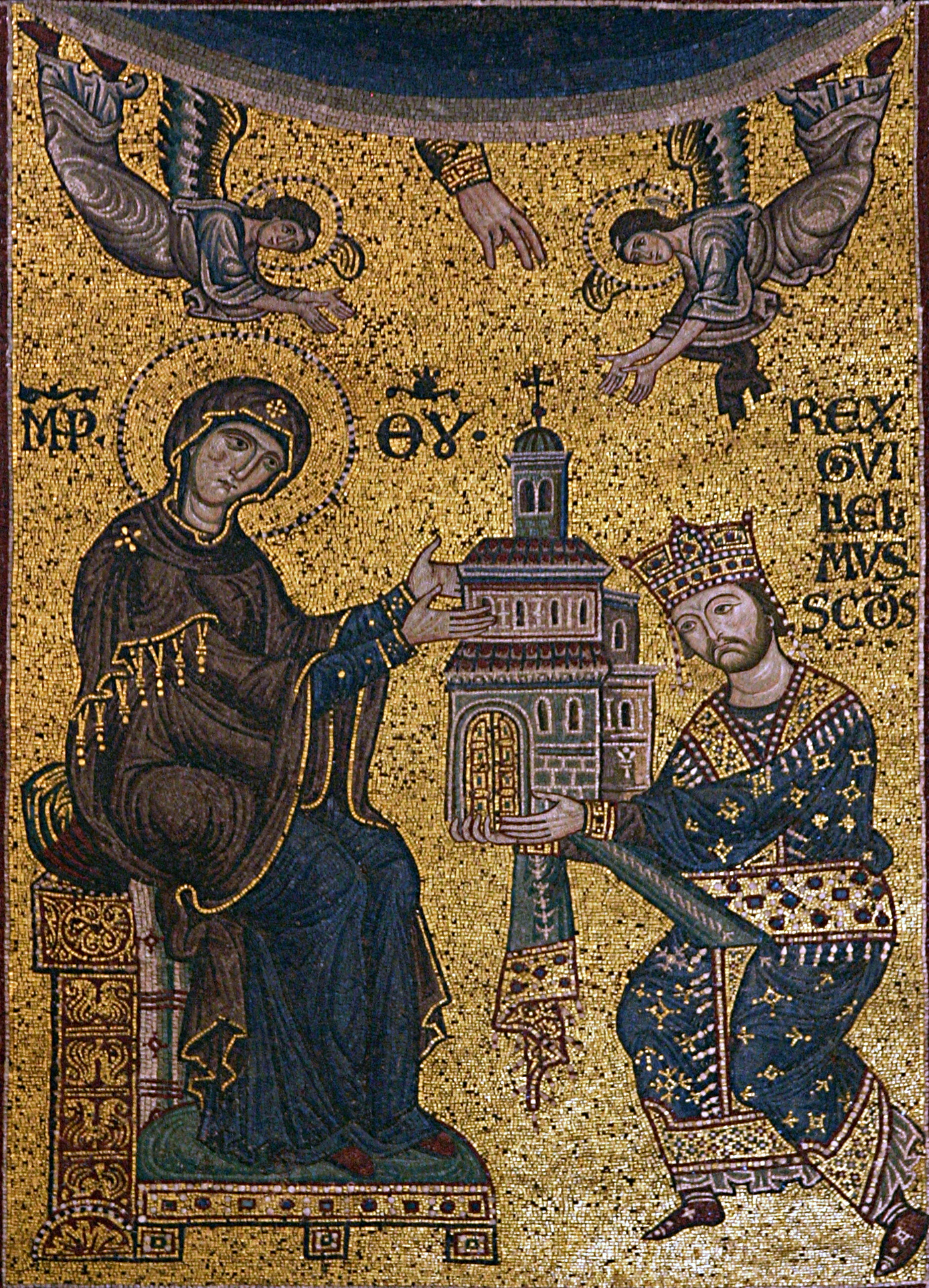
Mosaico raffigurante Guglielmo II che, inginocchiato di fronte alla Vergine, le offre, allegoricamente, in dono la Cattedrale di Monreale. Il mosaico sovrasta la cattedra episcopale della cattedrale monrealese.

Il novero degli stemmi attribuiti ai sovrani di Puglia e Sicilia non si esaurisce con le armi sin qui prese in esame. Accostata alla Casa d'Altavilla e, in particolare, alla figura di Guglielmo il Buono vi è un'altra insegna, della quale, rappresentazioni, che la affiancano alla più nota arme alla banda scaccata, possono essere osservate presso il Duomo di Monreale, presso la Chiesa di Santa Maria la Nova di Palermo e nell'opera dell'arcivescovo, teologo e giurista siciliano Francesco Maria Testa, il De vita, et rebus gestis Guilelmi II. Siciliae regis, Monregalensis ecclesiae fundatoris: tale arme è

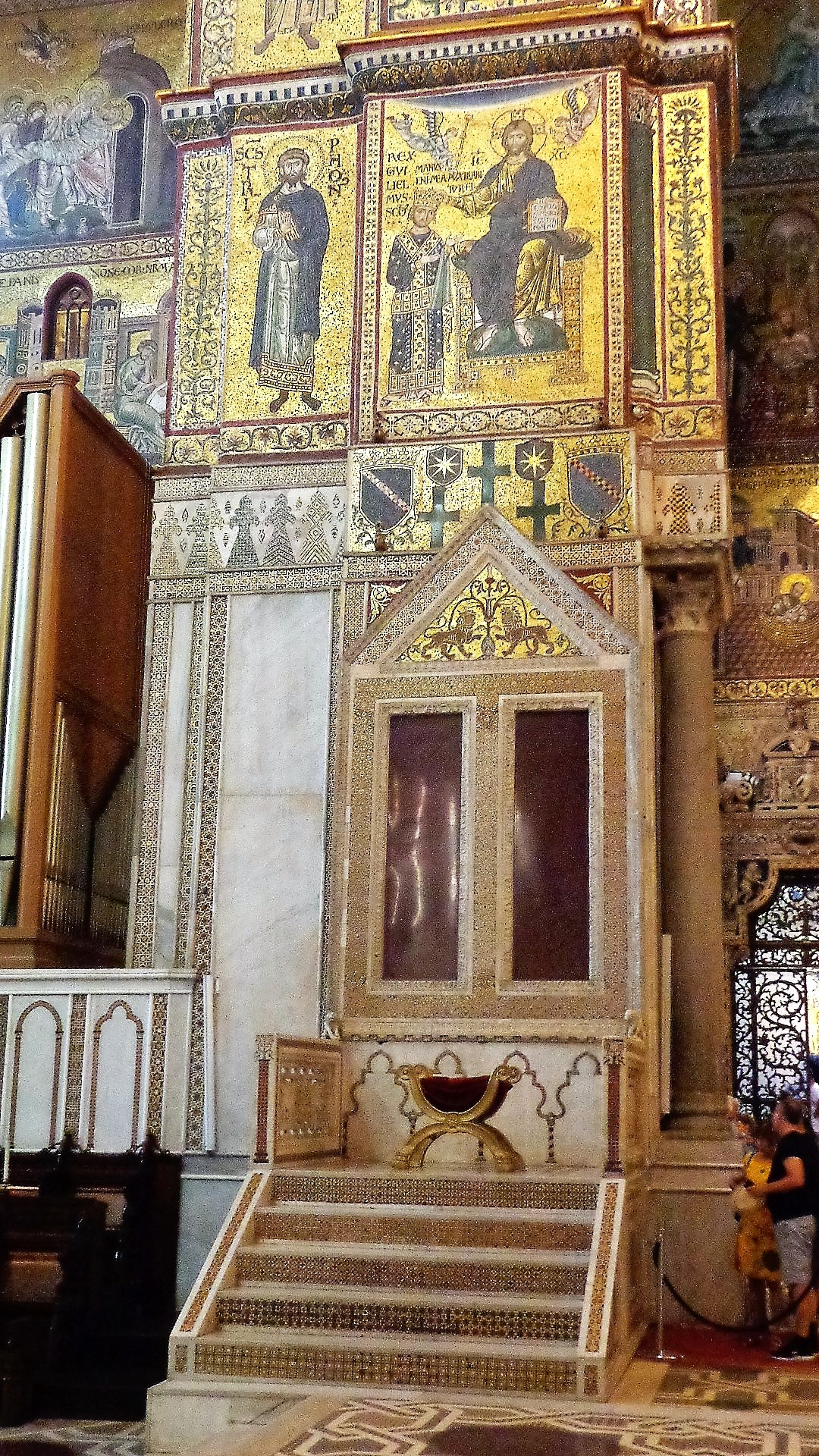
Duomo di Monreale, trono reale. Nel mosaico sovrastante il trono si notano, più grandi, due stemmi alla banda scaccata e, più piccoli, due stemmi alla stella ottagona.

(Blasonatura)

Stemma d'azzurro, alla stella ottagona d'oro, associato a Guglielmo il Buono

Nella cattedrale monrealese, edificata proprio per volere di re Guglielmo, il detto stemma appare riprodotto in due esemplari, che sono parte di un mosaico sovrastante il trono reale. Nel De vita, et rebus gestis Guilelmi II del Testa, stampato sempre a Monreale, nel 1769, una prima incisione, che costituisce l'antiporta del volume, presenta un gruppo scultoreo, in cui compare un ritratto del sovrano, al di sotto del quale è posta la stella ottagona; mentre una seconda incisione, stampata nel frontespizio, riproduce uno stemma, inserito in un'elaborata cornice coronata, sorretta da tre putti, di cui due alati, che è partito, nel primo, alla banda di due file di scacchi, e, nel secondo, alla stella ottagona. Il doppio rimando alla città monrealese rende tutt'altro che superfluo sottolineare che lo stemma civico di Monreale è dato proprio da una stella ottagona d'oro in campo azzurro.
La questione delle molteplici attribuzioni di insegne alla dinastia siculo-normanna e delle posizioni discordanti assunte dai diversi autori che hanno trattato dello stemma degli Altavilla è affrontata dal genealogista e araldista normanno Gilles-André de la Rocque. In particolare, oltre all'arme alla banda scaccata (nella variante di rosso alle tessere d'argento e d'azzurro, ovvero lo stemma blasonato dal Favyn, che, al riguardo, il de la Rocque cita quale riferimento), l'autore normanno rileva ben altre quattro insegne che fonti diverse attribuiscono «à la Maison d'Hauteville ou de Sicile-Antioche».

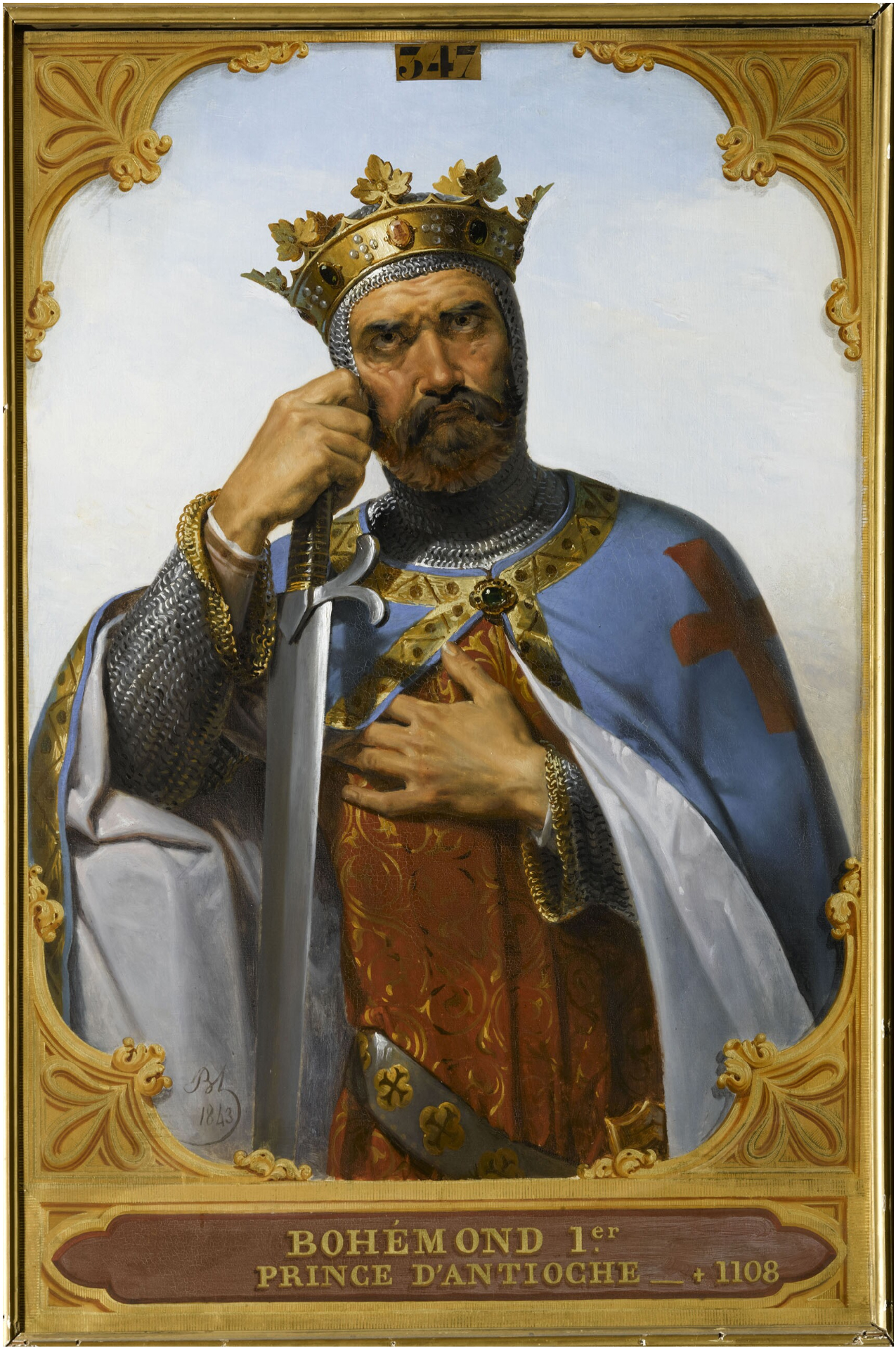
Ritratto immaginario di Boemondo I (Merry-Joseph Blondel, 1843, olio su tela).

La prima di queste è un'impresa d'argento, al ramo di felce di verde, legato d'oro, che l'araldista, riportando quale fonte i fratelli de Sainte-Marthe, attribuisce alla dinastia che, non casualmente, definisce, s'è detto, di "Sicilia-Antiochia". Effettivamente, nella già citata edizione del 1628 dell'Histoire généalogique de la Maison de France, un'arme
(Blasonatura)
viene definita d'Antiochia e accostata alla figura di Boemondo I.
La seconda insegna a essere menzionata dal de la Rocque nella sua disamina è rappresentata in un manoscritto, già conservato presso la biblioteca di Jean ed Émery Bigot, a Rouen, l'antica capitale normanna. Tale arme, associata alla casata che ebbe quale capostipite Tancredi, presenta, in campo d'argento, tre mazzuoli o maglietti di nero, bene ordinati:

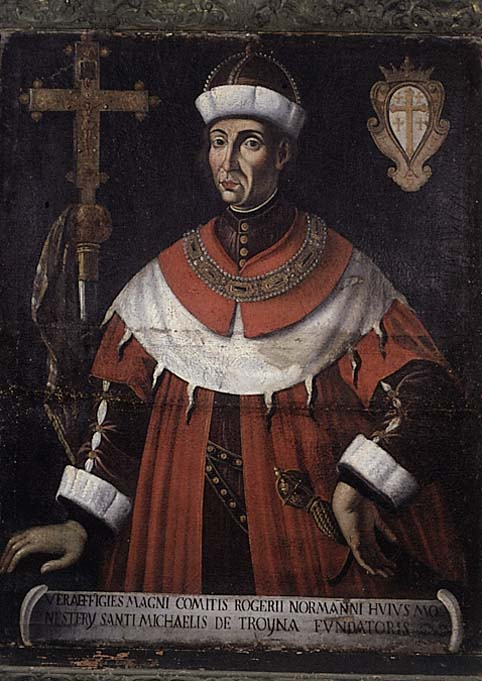
Ritratto raffigurante Ruggero I, presso la Cattedrale di Troina. Lo stemma in alto a destra presenta diverse similitudini con una delle insegne descritte dal de la Rocque.

(Blasonatura)

Stemma attribuito a Boemondo I per il Principato d'Antiochia
Stemma d'argento, a tre mazzuoli di nero, attribuito agli Altavilla, secondo quanto riportato da Gilles-André de la Rocque

Il de la Rocque, ancora, riferisce di un altro manoscritto legato alla città di Rouen, la Chronique de Normandie, che riporta non una, ma due insegne, l'una variante dell'altra, attribuite agli Altavilla. Ambedue le armi sono d'azzurro, caricate di una croce d'oro, che, nella prima insegna, è accantonata da quattro crocette, sempre dello stesso metallo; mentre, nel secondo stemma, è attraversante su un campo seminato di crocette, anche in questo caso d'oro.
(Blasonatura)

Stemma d'azzurro, alla croce d'oro, accantonata da quattro crocette sempre d'oro, attribuito agli Altavilla, secondo quanto riportato da Gilles-André de la Rocque
Stemma alla croce d'oro posta in campo azzurro, seminato di crocette d'oro, attribuito agli Altavilla, secondo quanto riportato da Gilles-André de la Rocque

Non appare superfluo, infine, accennare che nel menzionato Regum Neapolitanorum vitae et effigies, le tavole raffiguranti le effigi dei monarchi della Casa d'Altavilla (ma anche delle successive dinastie) mostrano, negli angoli alla base di esse, da un lato, lo stemma della casata e, dall'altro, un'arme allegorica che viene attribuita a ciascun singolo sovrano: a Ruggero II è accostata un'insegna sulla quale campeggia una spada, a Guglielmo il Malo, invece, è attribuita un'arme con leone; mentre più estrosi ed elaborati sono gli stemmi immaginati per gli altri regnanti.

## Altri simboli araldici

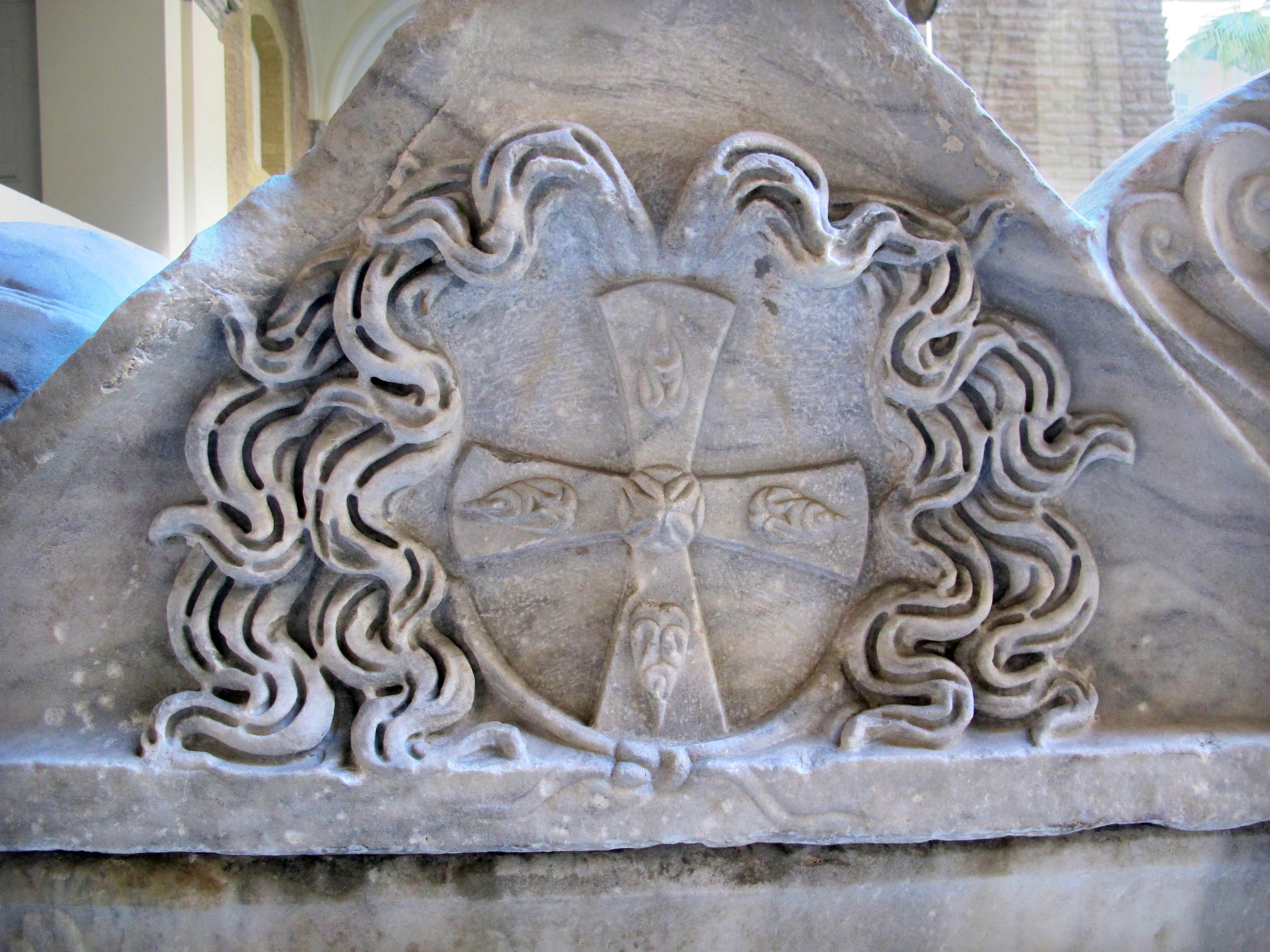
Sarcofago di Ruggero I, ora al Museo Archeologico di Napoli.

È da notare, inoltre, come, nell'ambito dell'ampia produzione iconografica del periodo, connessa ai sovrani della Casa d'Altavilla, siano presenti diversi elementi ricorrenti ai quali è possibile attribuire una certa valenza araldica.  Già prima dell'istituzione del Regno, sia per i territori continentali, sia, successivamente, per la Sicilia, fu impiegato quale emblema dell'autorità amministrativa la croce patente a cerchio, a sottolineare la cristianità dello Stato e della dinastia regnante.
Esistono diversi esempi di utilizzo della croce patente, uno di questi è rappresentato dal sarcofago, risalente al III secolo, che, poi, fu adoperato per la tumulazione di Ruggero I. Sui frontoni laterali del coperchio, dove in origine figuravano delle teste di Gorgoni, furono scolpite delle croci patenti.
Tra gli altri simboli regolarmente presenti nelle rappresentazioni pittoriche e scultoree, riconducibili alla dinastia reale, ma che, probabilmente, trovano origine nelle passate dominazioni della Sicilia, rientrano il palmizio, il grifone e l'aquila.
Proprio a quest'ultima figura, sarebbero connesse alcune affascinanti speculazioni, che vorrebbero l'aquila essere stata molto più che un semplice elemento iconografico e che la vorrebbero assurta ad arme reale già dalla Casa d'Altavilla.

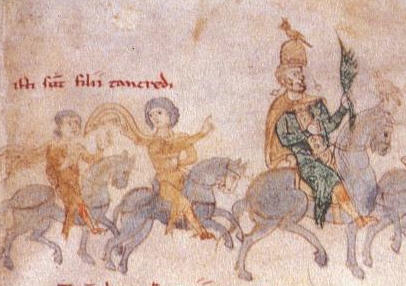
Tancredi (miniatura dal Liber ad honorem Augusti).

Il Sancetta, al riguardo, sostiene la tesi secondo la quale l'effigie dell'aquila, intesa come simbolo atto a rappresentare la Sicilia, troverebbe la propria origine in età bizantina. Per lo storico siciliano, infatti, gli strategoi di Siracusa avrebbero assunto, per sé e per la Sikelia, un'insegna d'argento all'aquila di nero, coronata d'oro. In seguito, tale arme sarebbe stata riadattata e ripresa da Ruggero I e dai suoi successori.
L'Inveges, similmente, ribadisce che «l'Aquila nera sia antichissima Arma del Regno di Sicilia» (sebbene egli non sia in grado di riferire quale sovrano l'abbia introdotta), ma ritiene che il campo dello stemma fosse d'oro. Prova che l'aquila sia stata adoperata dagli Altavilla si troverebbe, riferisce l'Inveges, in una moneta riprodotta nell'opera del numismatico siciliano Filippo Paruta, Della Sicilia descritta con medaglie: la moneta, battuta durante il regno di Ruggero II, mostra un'aquila al volo abbassato, rivolta verso la destra araldica.
Secondo un'altra ipotesi, a Tancredi di Sicilia, nipote di Ruggero II e re di Sicilia dal 1189 al 1194, potrebbe essere ricondotta come arme un'aquila d'oro, visibile su uno stendardo e sull'elmo di Tancredi in alcune miniature del Liber ad honorem Augusti di Pietro da Eboli.
Le teorie di un'origine dell'arme all'aquila al volo abbassato riconducibile a epoca più antica rispetto all'ascesa della Casa d'Hohenstaufen al trono di Sicilia generano perplessità nell'araldista Angelo Scordo, secondo il quale, sebbene non sia da escludere l'utilizzo di aquile quali simboli siciliani nei secoli precedenti l'avvento degli Staufen, ipotizzare un rapporto di diretta derivazione tra tali simboli già esistenti e l'arme staufica si configura come esercizio carente di alcun concreto fondamento.

## Motto

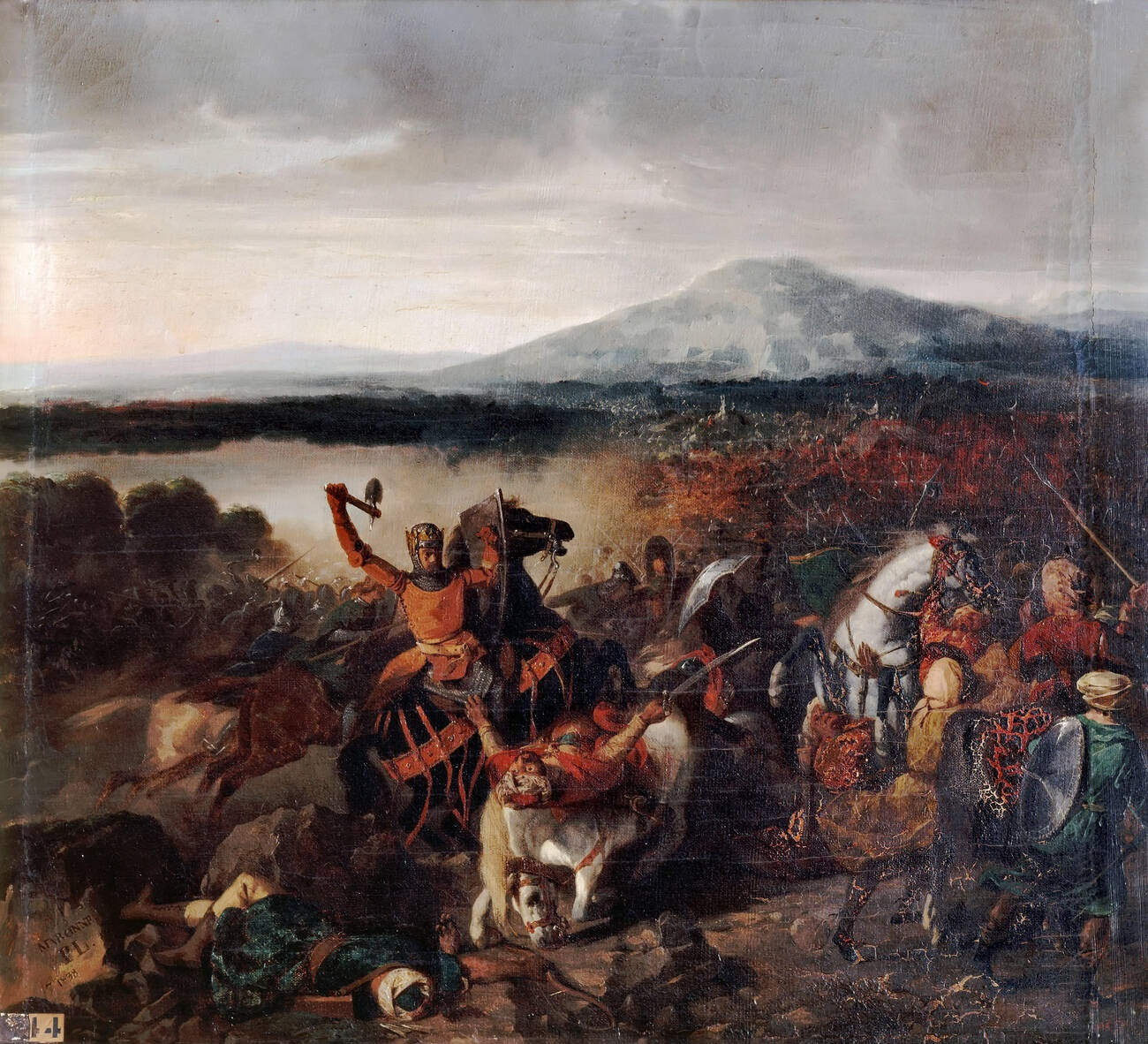
Ruggero I alla battaglia di Cerami.

Ai blasoni, gli Altavilla accompagnarono anche dei motti. Il più celebre e in uso tra essi fu di derivazione biblica, ricavato dal Salmo 118:

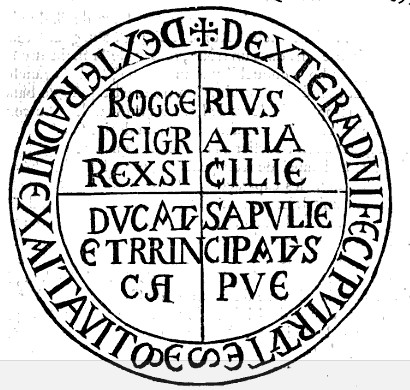
Sigillo di Ruggero II.

Il primo a utilizzarlo fu il devotissimo Ruggero I, dopo la vittoriosa battaglia di Cerami del 1063. Da quel momento, proprio in virtù del successo militare ottenuto, egli lo fece incidere sui suoi scudi e riportare sui propri vessilli.
Il medesimo motto fu adottato, poi, da Ruggero II, probabilmente a partire dal 1136, nei documenti in lingua latina. In una tavola a corredo delle Dissertazioni sopra le antichità italiane del presbitero e storico Ludovico Antonio Muratori, è possibile osservare una riproduzione del signum di Ruggero II, che riporta, nella legenda che lo circoscrive, proprio il motto in questione.
La stabilità di questa formula, infine, è confermata dall'uso fattone dal successore di Ruggero II, il figlio Guglielmo I, che la fece incidere sul sigillo reale con il quale venne suggellato il trattato di Benevento del 1156.
A questo motto di derivazione biblica, Ruggero II ne unì uno più prettamente politico, inciso sulla propria spada e, secondo alcune fonti, anche sul proprio scudo:
In particolare, il Summonte riferisce che il motto fu adottato da Ruggero II allorquando il sovrano riuscì a estendere il proprio dominio su diversi territori dell'area costiera nordafricana: «[...] & all'hora fè scolpire nella sua spada per gloria quel verso [...]. E se ne servì come impresa [...]». Lo storico napolitano, dunque, oltre ad attestare l'utilizzo di un'arme caricata del detto motto, che egli definisce impresa militare di Ruggero, riporta quali fonti a sostegno delle sue asserzioni gli storici quattrocenteschi Marco Antonio Sabellico e Pandolfo Collenuccio.
Similmente, anche il de la Roque riporta che il motto in questione fu introdotto da Ruggero II per esaltare l'espansione della sua autorità nel Mediterraneo e, allo stesso tempo, non manca di sottolineare che il sovrano fece incidere quelle parole sul proprio scudo. Entrando ancor più nel dettaglio, l'araldista normanno puntualizza che sia possibile dedurre che, al di fuori del motto stesso, alcuna altra figura fosse rappresentata su tale arme; ciò, però, specifica sempre il de la Roque, non esclude l'uso di emblemi su altri scudi, da parte del sovrano siciliano.